# 중사이구

중사이구의 위치

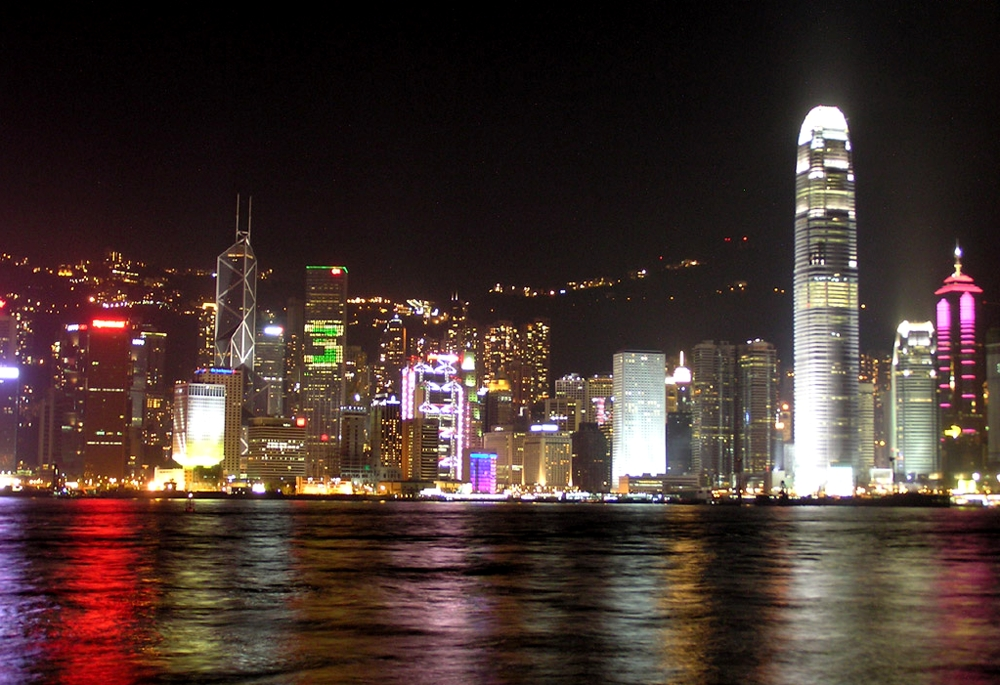
빅토리아 항

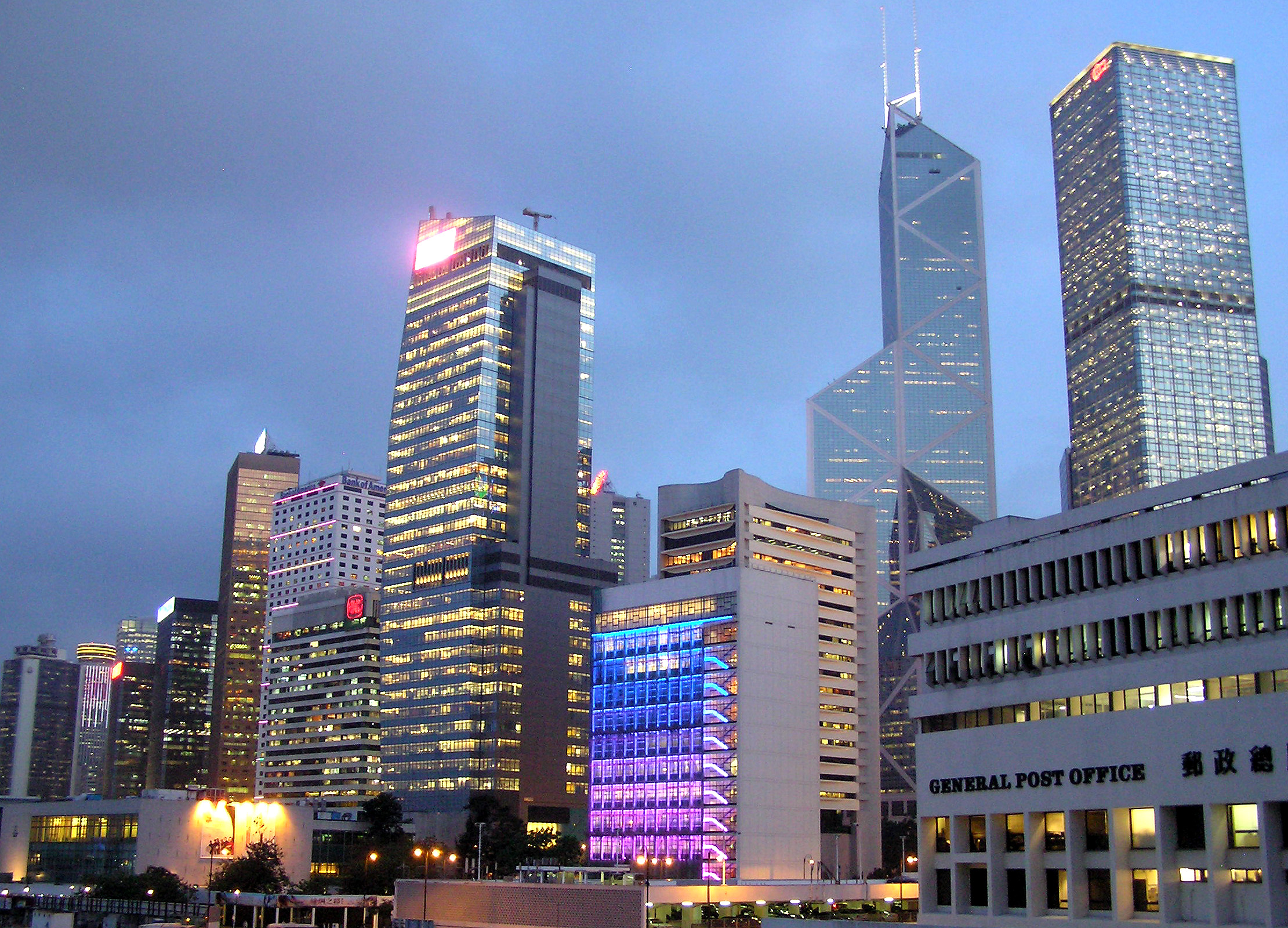
시청과 우정총국

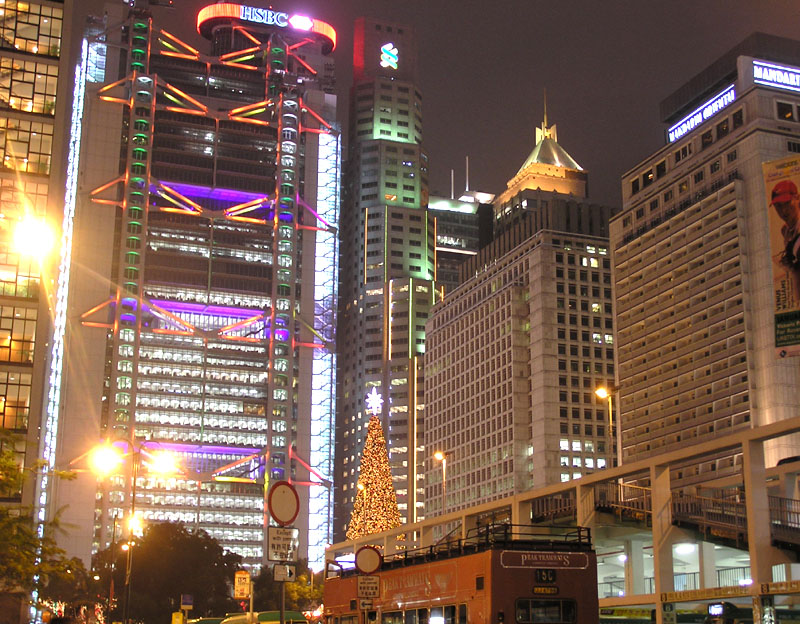
HSBC 홍콩

중사이구(중시 구, 한국어: 중서구, 중국어: 中西區, 병음: Zhōng Xī Qū, Central and Western District)는 홍콩섬의 북부에 위치한 홍콩의 18개 구의 하나이다. 면적은 12.52km2이고 인구는 2006년 기준으로 250,064명이다. 가장 교육 수준이 높고, 소득 수준이 두 번째로 높은 구인 반면, 상대적으로 작은 면적 때문에 세 번째로 인구가 적은 구이기도 하다.
중완은 홍콩의 중심 업무 지구이자 도심 지구이다. 서부는 홍콩에서 가장 초기에 정착이 이루어진 지역의 하나인 빅토리아 시티의 일부이다.

## 역사
중사이구는 홍콩의 도시 개발 계획이 가장 먼저 시작된 곳이다. 또한 빅토리아 시티는 영국 식민지 시대에 홍콩의 수도였다. 수이강커우(水坑口)에 깃발이 올라간지 6달 후인 1841년 6월에 영국은 이곳을 점유하였다. 1857년에 영국 정부는 빅토리아 시티까지 시를 확장하였고 7개의 구로 분할하였다. 이 지역은 1860년에 중국인 상인들이 주변 지역의 유럽인 소유의 부동산을 사들이기 시작하기 전까지는 본래 유럽인 지역이었다. 중구는 주요 유럽인 업무 지구였기 때문에 최초의 대형 은행인 HSBC가 세워지게 되었다. 서구는 중국인들을 위한 상업 지구였다.
1880년에 스탕취(石塘嘴)가 세워졌고 이어서 20세기에는 케네디 타운이 세워졌다. 1890년대까지 약 20만 명에 이르는 홍콩 인구의 다수가 지구에 집중되었고 대개 빅토리아 시티에 거주했다.

## 인구
홍콩의 2001년 인구 조사에 따르면 중사이구에는 261,884명, 89,545세대가 살고 있었다. 18개 구 중에서 중사이구는 완쯔 구에 이어 2번째로 소득 수준이 높은 구이다. 세대 당 구성원 수는 2.8명으로 완짜이 구와 유젠왕 구의 2.7명에 이어 3번째로 적었다.

## 지리
중사이구는 홍콩섬의 북서부에 위치한다. 동쪽은 완쯔 구가 에워싸고 있고 남쪽은 난 구, 북쪽은 빅토리아 항이다. 구는 또한 홍콩 섬 서쪽의 두 개이 무인도인 칭차우 섬(青洲)과 샤오칭차우 섬(小青洲)을 포함한다.

## 시설
- 중국은행 타워
- 쳉 콩 센터
- 투 인터내셔널 파이낸스 센터
- 센트럴 미드레벨 에스컬레이터
- 홍콩 시청
- 인민해방군 주홍콩부대빌딩
- HSBC 홍콩
- 우정총국
- 주홍콩 대한민국 총영사관

## 같이 보기
- 홍콩의 지역 목록